# Gynoplistia yonguldye
Gynoplistia yonguldye là một loài ruồi trong họ Limoniidae. Chúng phân bố ở miền Australasia.